# 全国职业技术师范院校联盟
全国职业技术师范院校联盟成立于2023年4月27日，由12所中华人民共和国境内的职业技术师范高校组成，由天津职业技术师范大学担任理事长单位，江西科技师范大学为2023—2024年度常务副理事长单位。各联盟单位之间将合作开展职教教师教育学科建设，共享共建职教教师教育资源，促进职业教育发展。

## 成员高校

#### 理事长单位
- 天津职业技术师范大学

#### 副理事长单位
- 江西科技师范大学
- 广东技术师范大学
- 江苏理工学院
- 吉林工程技术师范学院
- 河南科技学院
- 河北科技师范学院
- 安徽科技学院
- 福建技术师范学院
- 广西科技师范学院
- 广西职业师范学院
- 滇西科技师范学院[2]

1. ↑  人民网. . 人民日报. 2023年4月28日  [2024年1月17日]. （原始内容存档于2024年2月22日）.
2. ↑  天津教育报.  (4827). 2023-5-5  [2024-01-17]. （原始内容存档于2024-01-17）.